# Krzywka geometryczna
Krzywka geometryczna – krzywka, której zarys jest złożony z regularnych linii geometrycznych. Wznios, prędkość i przyspieszenie zaworu są wynikiem przyjętego zarysu. Zaletą tych krzywek jest ich proste projektowanie, a wadami zaś są nieciągłość przyspieszeń oraz duże wartości maksymalnych przyspieszeń. 
Krzywki geometryczne można podzielić ze względu na typ ich powierzchni bocznych na:
- wypukłe,
- płaskie.